# Meilly-sur-Rouvres
Meilly-sur-Rouvres ist eine französische Gemeinde mit 231 Einwohnern (Stand 1. Januar 2022) im Département Côte-d’Or in der Region Bourgogne-Franche-Comté. Sie gehört zum Kanton Arnay-le-Duc und zum Arrondissement Beaune. 
Nachbargemeinden sind Thoisy-le-Désert im Nordwesten, Pouilly-en-Auxois im Norden, Maconge im Nordosten, Rouvres-sous-Meilly im Osten, Chazilly im Südosten, Musigny im Süden, Le Fête im Südwesten und Essey im Westen.
Meilly-sur-Rouvres bildet ein gemeinsames Dorf mit Rouvres-sous-Meilly. Beide Gemeinden nutzen Kirche, Schule und Dorfgemeinschaftssaal gemeinsam.

## Bevölkerungsentwicklung
| Jahr                       | 1962 | 1968 | 1975 | 1982 | 1990 | 1999 | 2008 | 2016 |
| -------------------------- | ---- | ---- | ---- | ---- | ---- | ---- | ---- | ---- |
| Einwohner                  | 196  | 186  | 180  | 172  | 163  | 171  | 181  | 189  |
| Quellen: Cassini und INSEE |      |      |      |      |      |      |      |      |

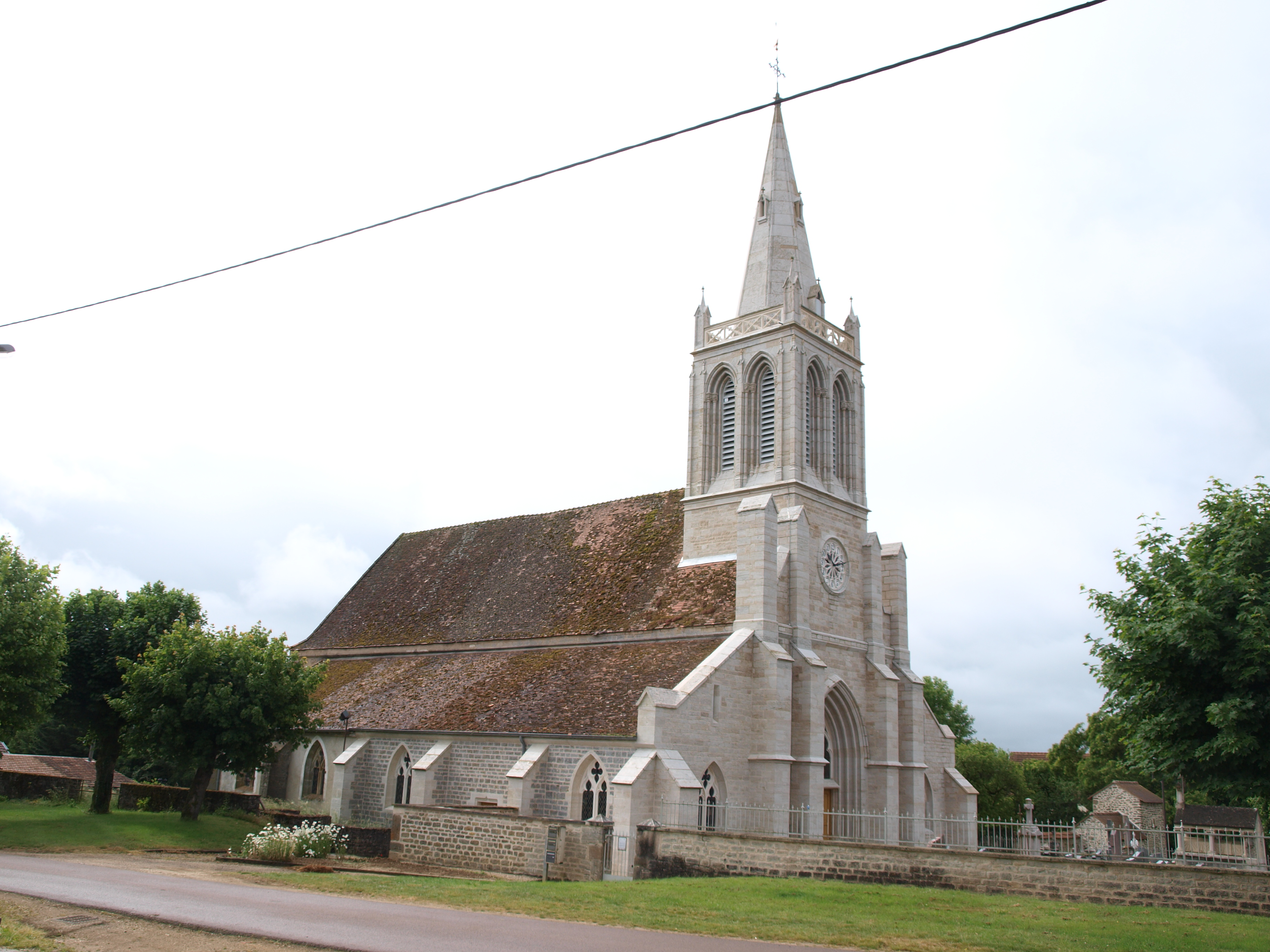
Kirche Saint-Aignan, Monument historique seit 1927